# ベアトリス・ティンズリー (小惑星)
ベアトリス・ティンズリー (3087 Beatrice Tinsley) は小惑星帯の内縁部に位置する小惑星。ニュージーランドの天文学者、アラン・ギルモアとパメラ・キルマーティンがマウントジョン天文台 (Mount John University Observatory) で発見した。
ニュージーランドのカンタベリー大学で物理学を学んだ後、アメリカ合衆国で活躍した女性天文学者、宇宙物理学者のベアトリス・ティンズリー（Beatrice Muriel Hill Tinsley、1941年 - 1981年）から名付けられた。